# 1181
1181 (MCLXXXI) je bilo navadno leto, ki se je po julijanskem koledarju začelo na četrtek.

## Dogodki

### Slovenija
- 4. oktober - Umrlega koroškega vojvodo Hermana II. nasledi sin Ulrik II.
- Oglejskega patriarha Ulrika II. nasledi Godfrej iz hiše Hohenstaufen. 1194 ↔

### Evropa
- februar - Zadarčani se priključijo Ogrski, kar razjezi Benečane.
- 17. marec - Umrlega grofa Šampanje Henrika I. nasledi mladoletni sin Henrik II.. Regentstvo prevzame njegova mati gorfica Marija Francoska.
- Flandrijski grof Filip I. se zoperstavi mlademu kralju Filipu II. in opustoši kraljeve posesti v osrednjem delu severne Francije (kasnejši  Ile-de-France). Hkrati se izogiba odprtemu boju.↓
- → Ker mu je oče Ludvik VII. zapustil šibke finance, Filip II. prepiše vse dolgove iz posojil, ki so jih judje posodili kristjanom, na sebe. 1182 ↔
- 20. avgust - Prva omemba Varaždina (Garestin) oziroma bližnjih toplic v dokumentu ogrskega kralja Béle III.
- 30. avgust - V izgnanstvu v Civiti Castellani umre papež Aleksander III., ki je opravljal pontifikat več kot 20 let. Kljub izgnanstvu je izvedel uspešne organizacijske reforme, ki so služile kot temelj nadaljnji rasti (pre)moči papeštva nad posvetno oblastjo.
- 1. september - Posvetitev novega papeža Lucija III., 171. po seznamu.[1]
- november - Deželni zbor v Erfurtu: rimsko-nemški cesar Friderik I. Barbarossa po uspešni invaziji na Saksonijo  dokončno ukloni razlaščenega vojvodo Henrika Leva, ki ga zapustijo vsi zavezniki. Barbarossa jih poplača s posestmi bivšega vojvode, ki mu prepusti zgolj njegovi dedni deželi Braunschweig in Lüneberg. 1182 ↔
- Barbarossa vključi Vojvodino Pomeranijo v Sveto rimsko cesarstvo.
- Angleški kralj Henrik II. izda določila o nošenju orožja (Assizes of Arms), ki predvideva stroge sankcije za kršitve določil iz dedovanja, nedovoljene posesti, nepooblaščene proizvodnje, transporta, skladiščenja, preprodajanja orožja. Judom prepoveduje posest orožja.
- Vojna dveh Marij: Marija Komnena, polsestra cesarja Alekseja II. Komnena, in njen (latinski) soprog Renier Montferraški dobita podporo grške stranke (domačega kapitala) v Konstantinoplu, medtem ko podporniki Latinov (bogatih tujih veletrgovcev) branijo regentstvo cesarjeve matere Marije Antiohijske.↓
- → Ker jima državni udar spodleti, se Marija Komnena in Renier Montferraški zatečeta v varstvo bazilike Svete Modrosti, kjer izbruhne nasilje. Da se nasilje na najsvetejšem mestu ne bi nadaljevalo, sta pomiloščena. 1182 ↔
- Madžarski kralj Béla III. in srbski knez Štefan Njemanja nadaljujeta s čiščenjem prisotnosti bizantinske nadoblasti. Prvi počisti na Hrvaškem, v Dalmaciji in Sremu, drugi v Srbiji.
- Umrlega grofa Württemberga Ludvika II. nasledi sin Hartman I.
- Umrlega provansalskega grofa Rajmonda Berengarja III. nasledi brat Sančo Provansalski.
- Francoski kronist Geoffroy du Breuil opiše širjenje katarov v južni Franciji. Prvi jih poimenuje z besedo 'albižani'.
- Almohadi v pomorskih bitkah s Portugalci tokrat zabeležijo zmago in si izborijo začasno prevlado na Atlantiku.

### Azija

#### Bližnji vzhod
- Med jeruzalemskim kraljem Baldvinom IV. in egiptovsko-sirskim vladarjem Saladinom se nadaljuje začasno premirje.
- december - Po smrti bivšega alepskega emirja As-Saliha in dejstvu, da se Saladin nahaja ta čas v Egiptu, se Alepa polasti mosulski emir Izz al-Din, ki je prav tako iz dinastije Zengidov. Mesto potem izmenja z bratom Imadom ad-Dinom II. v zameno za seldžuško provinco Sindžar. Saladin pušča Alep za naslednje leto.

#### Daljni vzhod
- 20. januar - Smrt mladoletnega japonskega cesarja Takakure ne spremeni ničesar, ker je klan Taira prejšnje leto nastavil za cesarja enoletnega Antokuja.
- 20. marec - Umre voditelj klana Taira Kijomori. Nasledi ga sin Munemori, ki pa ni tako sposoben. Ponoven razmah spopadov med klanoma Taira in Minamoto preprečuje huda lakota.
- Kitajski in japonski astronomi iz podobnih opisov (verjetno) opazujejo supernovo SN 1181 v ozvezdju Kasiopeja, kjer se danes nahaja vir radijskih valov 3C58. Za zahodno evrazijsko poloblo niso znani zapisi o tem pojavu.
- Indokitajski polotok: kmerski kralj Džajvarman VII. premaga politične rivale po desetih letih boja za nasledstvo, istega leta odbije še napad Čamov in zatre večji upor.

### Afrika
- Saladin v Egiptu utrjuje oblast, vodi upravo in razlasti beduine, za katere meni, da umetno dvigujejo ceno žita s skrivanjem zalog.

## Rojstva
- Frančišek Asiški, italijanski pridigar, ustanovitelj reda frančiškanov († 1226)
- Džoči, mongolski vojskovodja, Džingiskanov sin († 1227)
- Ibn al-Farid, arabski pesnik, sufi († 1235)
- Marino Morsini, 44. beneški dož († 1253)
- cesar Xianzong, dinastija Zahodna Xia († 1226)

## Smrti
- 30. januar -  cesar Takakura, 80. japonski cesar (* 1161)
- 17. marec - Henrik I., grof Šampanje (* 1127)
- 20. marec - Taira Kijomori, japonski vojskovodja (* 1118)
- 1. april - Romuald II., salernski nadškof
- 30. avgust - papež Aleksander III. (* 1105)
- 4. oktober - Herman II. Spanheimski, koroški vojvoda
- Adam Parvipontan, angleški logik in filozof (* 1105)
- Ahmed ar-Rifa'i, islamski mistik, ustanovitelj sufističnega reda Rufaij (* 1118)
- As-Salih Ismail al-Malik, sirski vladar, sin Nur ad-Dina (* 1163)
- Dominik Gundisalvi, španski krščanski filozof in prevajalec (* 1110)
- Ludvik II., württemberški grof (* 1137)
- Rajmond Berengar III., provansalski grof (* 1158)